# Kopsia tonkinensis
Kopsia tonkinensis är en oleanderväxtart som beskrevs av Pitard. Kopsia tonkinensis ingår i släktet Kopsia och familjen oleanderväxter. Inga underarter finns listade i Catalogue of Life.